# Науорт
Науорт (нем. Nauort) — община в Германии, в земле Рейнланд-Пфальц. 
Входит в состав района Вестервальд. Подчиняется управлению Рансбах-Баумбах.  Население составляет 2310 человек (на 31 декабря 2010 года). Занимает площадь 6,42 км².